# 354 Eleonora
A 354 Eleonora (ideiglenes jelöléssel 1893 A) a Naprendszer kisbolygóövében található aszteroida. Auguste Charlois fedezte fel 1893. január 17-én.